# Hans Werthén
Hans Lennart Oskar Werthén (Ludvika, 15 giugno 1919 – Stoccolma, 1º gennaio 2000) è stato un ingegnere e dirigente d'azienda svedese.

## Biografia
Nato nel 1919 a Ludvika da Frans e Mabel Werthén, commercianti di mobili, si laureò in ingegneria elettrica presso l'Istituto reale di tecnologia di Stoccolma nel 1942 e conseguì una licentiate in tecnologia presso la stessa università nel 1946. Dal 1947 al 1956, lavorò allo sviluppo delle trasmissioni televisive nel suo paese, e tra i suoi successi in tale ambito vi sono stati la progettazione del primo trasmettitore televisivo a colori della Svezia, e la creazione del primo collegamento televisivo internazionale del paese tra Göteborg e Copenaghen.
Nel 1956-59, è stato vicepresidente della Philips Sverige AB, consociata svedese della Philips, e successivamente nel 1960-66 alla Ericsson, dapprima come direttore tecnico e in seguito come vicepresidente. Nel 1967, venne chiamato dalla Electrolux, produttrice di elettrodomestici, di cui è stato artefice della sua espansione internazionale, e di cui ha ricoperto le cariche di presidente e amministratore delegato fino al 1991. Dal 1981, Werthén era tornato alla presidenza di Ericsson, che mantenne fino al 1990. Dal 1985 era stato anche vicepresidente dell'azienda italiana Zanussi, che era passata sotto il controllo di Electrolux.
Dopo la lunga esperienza al timone di Electrolux ed Ericsson, Werthén creò assieme a Gian Mario Rossignolo la società finanziaria SOFIN S.p.A., che nel 1991 assunse il controllo della maggioranza di Sèleco, azienda italiana produttrice di elettronica di consumo. Nella Sèleco, il manager svedese ricoprì la carica di vicepresidente.
Morì a Stoccolma nel 2000, all'età di 80 anni.